# Clip-on

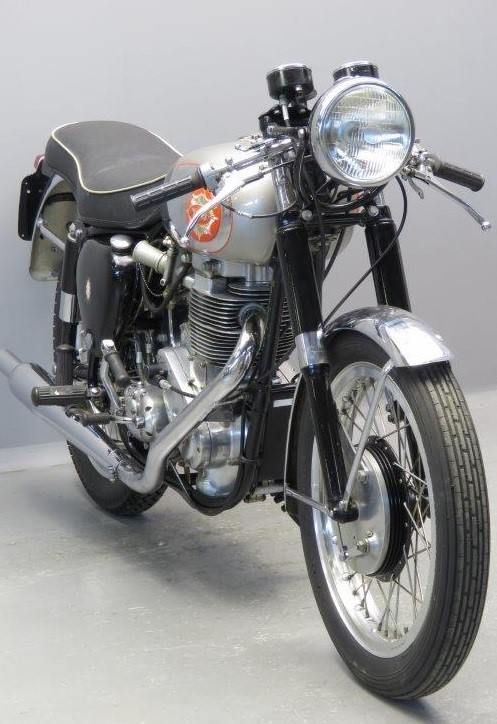
Dankzij de clip-on rond de vorkpoten van deze BSA Gold Star kan de rijder zelf bepalen hoe hoog de handgrepen zitten.

Een Clip-on is een handgreep die tussen twee kroonplaten op de voorvork van een motorfiets geklemd wordt en aldus in hoogte verstelbaar is. Veel gebruikt als stuur op sportieve motoren.